# Tännichen
Koordinaten: 51° 39′ 58″ N, 10° 50′ 58″ O
Das Tännichen ist ein Naturschutzgebiet in der Stadt Oberharz am Brocken im Landkreis Harz in Sachsen-Anhalt.
Das Naturschutzgebiet mit dem Kennzeichen NSG 0024 ist 22,87 Hektar groß. Es ist vollständig Bestandteil des FFH-Gebietes „Selketal und Bergwiesen bei Stiege“ und vom Landschaftsschutzgebiet „Harz und Vorländer“ umgeben. Das Gebiet steht seit dem 1. Mai 1961 unter Schutz. Zuständige untere Naturschutzbehörde ist der Landkreis Harz.
Das Naturschutzgebiet liegt südlich von Hasselfelde und westlich von Stiege im Naturpark Harz/Sachsen-Anhalt. Es stellt Buchenwaldgesellschaften in Hochlagen des Unterharzplateaus unter Schutz. Die Buchenwälder sind als artenreiche Zahnwurz-Perlgras-Buchenwälder bzw. artenarme Harzlabkraut-Buchenwälder ausgeprägt. Die artenreichen Buchenwälder werden von Rotbuchen sowie Bergahorn und Traubeneiche geprägt. In der Krautschicht wachsen u. a. Gelber Eisenhut, Knotige Braunwurz, Waldmeister und Waldflattergras. Die Krautschicht der artenarmen Buchenwälder wird u. a. von Waldreitgras, Zweiblättriger Schattenblume, Weißlicher Hainsimse, Quirlblättriger Weißwurz und Harzlabkraut gebildet. Besonderheiten im Naturschutzgebiet sind Vorkommen von Gewöhnlichem Seidelbast, Geflecktem Knabenkraut und Fichtenspargel.